# Матвеевский, Ростислав Митрофанович
Ростислав Митрофанович Матвеевский (1916−2001) — российский учёный-триболог, заслуженный деятель науки и техники РСФСР (1989).
Родился 04.12.1916 в г. Вятка (Киров).
Участник войны, демобилизован по ранению. С 1943 г. инженер бронетанкового ремонтного завода № 22.
После войны научный сотрудник Государственного научно-исследовательского института машиноведения имени академика А. А. Благонравова.
Кандидат технических наук (1953, тема диссертации «Температурный метод оценки смазочной способности масел».
Доктор технических наук (1971, тема «Исследование температурной стойкости граничных смазочных слоев и твердых смазочных покрытий при трении металлов и сплавов»).

## Публикации
- Температурная стойкость граничных смазочных слоев и твердых смазочных покрытий при трении металлов и сплавов. Ростислав Митрофанович Матвеевский. Наука,, 1971 — Всего страниц: 227
- Материалы в триботехнике нестационарных процессов. А. В. Чичинадзе, Ростислав Митрофанович Матвеевский, Эдуард Давидович Браун, К. В. Фролов. «Наука», 1986 — Всего страниц: 247
- Противозадирная стойкость смазочных сред при трении в режиме граничной смазки. Ростислав Митрофанович Матвеевский, Илья Александрович Буяновский, Ольга Викторовна Лазовская. Наука, 1978 — Всего страниц: 190
- Матвеевский, Ростислав Митрофанович. Температурный метод оценки предельной смазочной способности машинных масел [Текст] / Акад. наук СССР. Ин-т машиноведения. — Москва : Изд-во Акад. наук СССР, 1956. — 143 с., 6 л. ил. : ил.; 20 см
- Матвеевский, Ростислав Митрофанович. Температурная стойкость граничных смазочных слоев и твердых смазочных покрытий при трении металлов и сплавов [Текст]. — Москва : Наука, 1971. — 227 с., 4 л. ил. : ил.; 21 см.
- Матвеевский, Ростислав Митрофанович. Противозадирная стойкость смазочных сред при трении в режиме граничной смазки [Текст] / АН СССР. Гос. НИИ машиноведения имени акад. А. А. Благонравова. — Москва : Наука, 1978. — 191 с. : ил.; 22 см.

Заслуженный деятель науки и техники РСФСР (1989).